# Тигър II
Тигър II (наричан още Кралски тигър) (на немски: Panzerkampfwagen VI Ausf. B Tiger II, „Königstiger“, обозначение по класификация на германската военна техника SdKfz 182) е тежък немски танк от последните години на Втората световна война. Тежката му броня и мощното оръдие го правят господстваща машина на бойното поле, но късната му поява, малкото произведени машини и особено недостигът на гориво попречват да се промени изходът от войната.

## Дизайн
Проектът е възложен на фирмите „Henchel“ и „Porsche“. Първоначално „Porsche“ проектира танк, базиран на предходния модел VK 4501 и въоръжен със 150-mm оръдие. Този проект е спрян в полза на монтираното на купол 88-mm оръдие. Скоро работата по този модел е отменена, тъй като за производството на електрическата трансмисия се изразходва много мед, която в този период е в ограничена наличност. Производството на куполите вече е започнато и е взето решение да бъдат монтирани на шасита на танкове произвеждани от Henchel. Проектът на Henchel, VK 4503(H), е завършен през октомври 1943 г. и в него са включени компоненти от Panther II.
В много отношения Тигър II е подобен на Пантера. Използва същия двигател както при късните разновидности на Panther, но голямата маса на Тигър II води до по-лошо отношение между мощността и теглото и по-ниска скорост и маневреност от Panther, независимо че Кралският тигър разполага с много здрава и дебела броня, която осигурява пълна защита от оръдията на съюзническите танкове. Размерите му затрудняват придвижването и прикриването на бойното поле. Много машини са изоставени и унищожени от екипажите си, когато горивото им свършва. Дългоцевното 88-mm оръдие може да унищожи съветски или американски танк на разстояние до 3500 m. Един от последните проекти на „Henchel“ и последният от германските тежки танкове, превъзходството му на бойното поле е затруднено от липсата на гориво и резервни части. Фронталната броня не е пробита по време на войната, а страничната е пробита веднъж от 280 kg бомба, пусната от британски тежък изтребител „Mosquito“.
Шасито на Тигър II представлява заварена конструкция с максимална дебелина от 150 mm в челната част. Механик-водачът е разположен в лявата предна част. Вдясно от него се намира радиооператорът, който използва картечницата в предната част на шасито. Куполът също е заварена конструкция с максимална дебелина от 185 mm в челната част. В него са разположени командирът и стрелецът (лява страна) и пълначът (дясна страна). Двигателят е разположен в задната част на шасито.
Основното въоръжение на танка е дългостволното 88-mm оръдие KwK 43, което може да изстрелва бронебойни и високоексплозивни снаряди, като първите имат по-висока начална скорост от тези изстрелвани от Тигър. Коаксиално на оръдието е разположена картечница MG 34. Машината разполага с 84 снаряда за 88-mm оръдие и 5850 патрона за картечниците.

## Серийно производство
Серийното производство на Тигър II започва през декември 1943 г. в Касел, Германия. На първите 50 произведени машини е монтиран купол на „Porsche“, а на останалите на „Henchel“. Произведени са общо 492 машини. Произвеждан е до април 1945 г. Според други източници броят на произведените машини е между 490 и 500.

## Бойна история
Тигър II е използван за първи път на Източния фронт през май 1944 г., а на Западния фронт се появява през август 1944 г. в Нормандия.

## Галерия
- Образци германска бронетанкова техника от ВСВ
- Тежък танк „Tiger II“ с купол „Хеншел“ от състава на 501-ви Тежък танков батальон, пленен от съветските войски в боевете при полското село Оглендув на 13 август 1944 г. На заден план – танков унищожител „Jagdtiger“. Бронетанков музей, Кубинка, Русия.
- Тежкият танк „Tiger II“ с купол „Хеншел“ в Танковия музей в Бовингтън, Великобритания, преди преместването му в „Залата на Тигрите“
- Единственият запазен екземпляр на „Кралски тигър“ с купол „Порше“. „Зала на Тигрите“, Танков музей, Бовингтън, Великобритания
- Вляво – тежък танк „Tiger II“ с купол „Порше“, единствен запазен от 50-те произведени; в средата – унищожител на танкове „Jagdtiger“; вдясно – тежък танк „Tiger II“ с купол „Хеншел“. „Зала на Тигрите“, Танков музей, Бовингтън, Великобритания